# 伊洛省

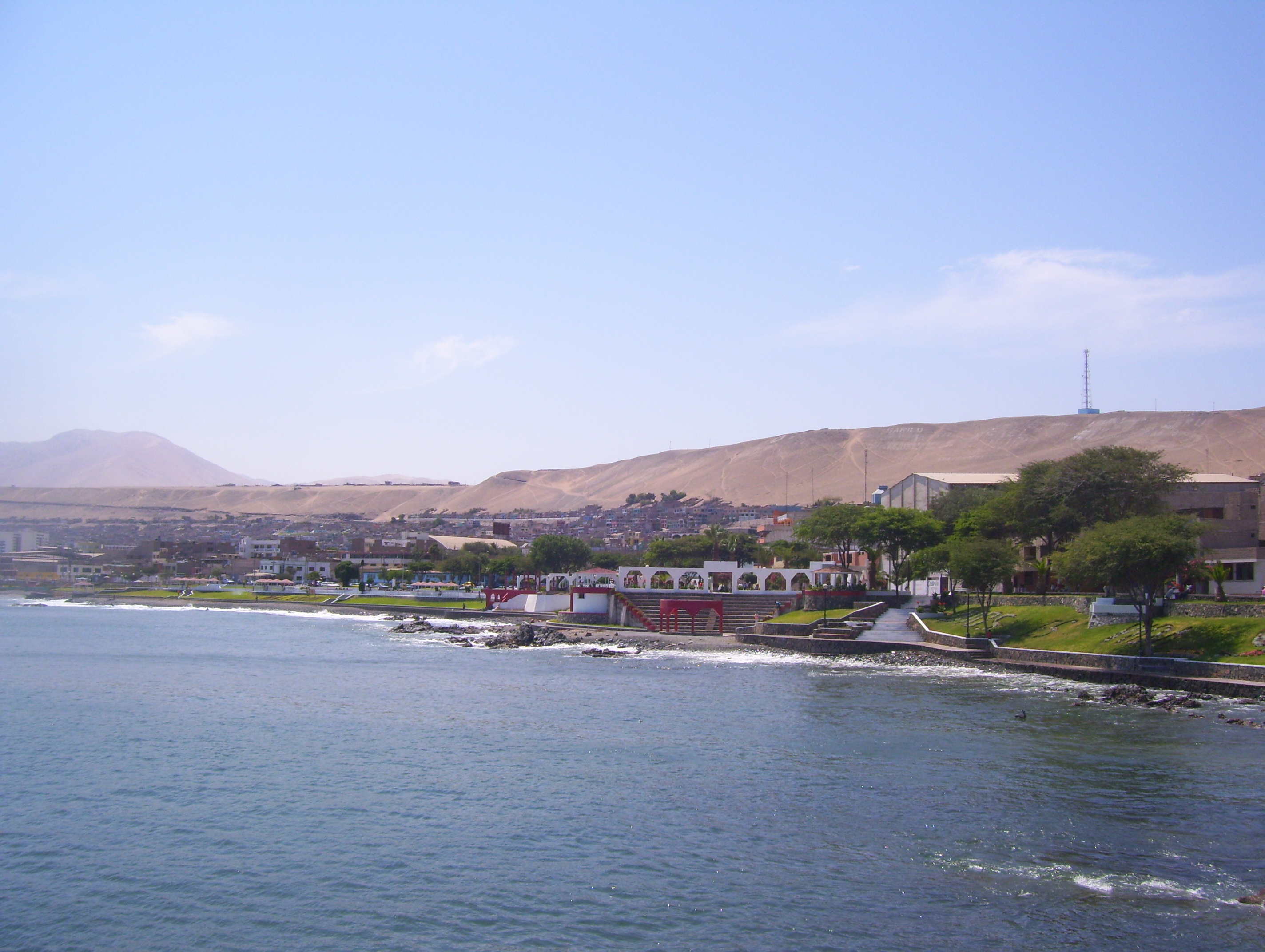
伊洛省省貌

伊洛省（西班牙語：Provincia de Ilo），是秘魯的省份，位於該國南部莫克瓜大區，首府是伊洛，始建於1970年5月26日，海拔高度15米，面積1,523平方公里，2007年人口63,780，人口密度每平方公里41.88人。